# 博利紹耶湖 (普斯科夫區)
57°58′56″N 28°31′43″E / 57.98222°N 28.52861°E
博利紹耶湖（俄语：Большое），是俄羅斯的湖泊，位於該國西北部，由普斯科夫州負責管轄，處於普斯科夫區，面積1.9平方公里，集水區面積6.8平方公里，平均水深1.6米，最大水深3米。